# 入江町
入江町（いりえまち）は、静岡県の中部、有渡郡・安倍郡に属していた町である。静岡市清水区中心部の大部分を占める。

## 地理
- 河川：巴川

## 歴史
- 1889年（明治22年）4月1日 - 町村制の施行により、入江町、元追分村、上清水村が合併して有渡郡入江町が発足。
- 1896年（明治29年）4月1日 - 郡制の施行により所属郡が安倍郡に変更。
- 1924年（大正13年）
  - 1月31日 - 庵原郡江尻町・辻町を編入。
  - 2月11日 - 清水町、不二見村、三保村と合併して清水市が発足。同日入江町廃止。
- 2003年（平成15年）4月1日 - 清水市が静岡市と合併し、改めて静岡市が発足。
- 2005年（平成17年）4月1日 - 静岡市が政令指定都市に移行し、旧町域は清水区となる。

## 交通

### 鉄道路線
- 鉄道省
  - 東海道本線
    - 江尻駅（現清水駅）
- 静岡電気鉄道（現静岡鉄道）
  - 静岡清水線
    - 江尻新道駅（現新清水駅） - 入江岡駅 - 桜橋駅

  - 清水市内線（1975年廃止）
    - 江尻新道 - 仲浜町 - 江尻駅前 - 辻町 - 秋葉道 - 西久保 - 嶺

### 道路
- 東海道

### 港湾
- 清水港